# Buile Suibne
Buile Suibne ['bulʴe 'huvʴnʴe] („Suibnes Wahnsinn“) ist der Name einer Erzählung aus dem Historischen Zyklus der Irischen Mythologie. Die Sage stammt vermutlich aus dem 12. Jahrhundert und ist in drei Manuskripten aus dem 17. und 18. Jahrhundert überliefert.

## Inhalt
Die Handlung steht in zeitlichem und inhaltlichem Zusammenhang mit den beiden Erzählungen Fled Dúin na nGéd („Das Fest von Dún na nGéd“) und Cath Maige Rátha („Die Schlacht von Mag Ráth“). Suibne, der König von Dál nAraide in Ulster im Nordosten von Irland ermordet einen Gefährten des heiligen Abtes Rónán. Er war über das Glockengeläut der Klosterkirche so wütend, dass er den Mönch mit dem Speer tötet und auch den Heiligen verletzt und wird daraufhin von diesem verflucht. In der Schlacht von Mag Ráth verliert Suibne den Verstand, läuft davon und streift jahrelang durch die Wälder der Insel. Zuflucht findet er endlich in einem Kloster, wo ihm im Auftrag des Abtes von der Köchin jeden Abend eine Suppe gereicht wird. Der deshalb eifersüchtige Ehemann, ein Hirte des Klosters, erschlägt ihn im Zorn.
Die Flucht Suibnes durch die Wälder wird mythisch überhöht beschrieben, er berührt mit den Füßen immer seltener den Boden, bis er schließlich nur mehr in den Baumwipfeln lebt und dort Gedichte singt. Diese Lyrik wird von Helmut Birkhan zu den schönsten Beispielen irischer Naturpoesie gezählt.